# Nocturns op. 32 (Chopin)

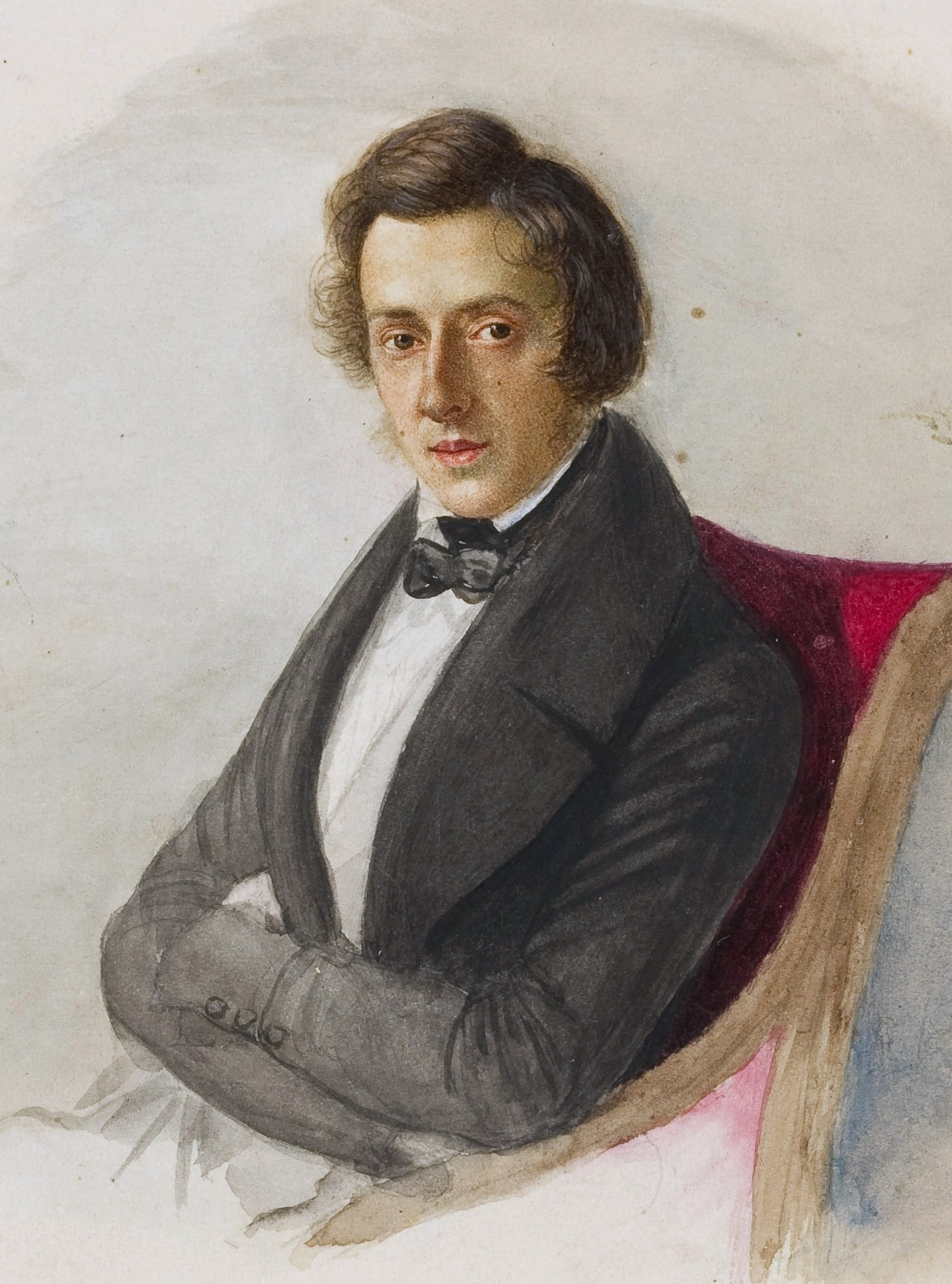
Chopin, 1835

Els Nocturns, Op. 32 són un conjunt de tres peces de Frédéric Chopin compostes i publicades el 1837. Els nocturns estan dedicats a Madame Camile de Billing. Per a alguns, aquests nocturns no són tan impressionants com els seus predecessors, els Nocturns op. 27. Cada peça és un exemple d'un dels diversos enfocaments del compositor a la forma del nocturn. D'altra banda, James Huneker opina que aquest conjunt és "una mica avorrit". Gustav Barth va comentar que els nocturns de Chopin mostren signes clars de "progrés" en comparació amb els nocturns originals de John Field, tot i que les millores són "en la seva major part només en la tècnica." No obstant això, David Dubal sent que les peces serien "descrit de manera més encertada com a balades en miniatura."

## Nocturn op. 32, núm. 1

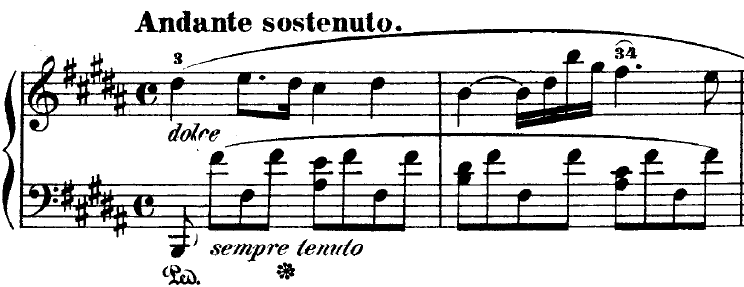
Inici del "Nocturn op. 32, núm. 1"

El primer nocturn de l'opus 32 té l'estructura d'un rondó i està en la tonalitat de si major. Encara que no presenta una gran dificultat tècnica, la seva estructura si és molt innovadora. En la coda, que es desmarca molt dels temes i la forma de la resta de la peça, presenta una tercera picarda (anomenada així per la regió de França on aquest final d'obres era utilitzat). El seu tempo és Andante sostenuto. La mà esquerra porta amb rigor el compàs de 4/4 amb vuit corxeres en cada compàs en la major part de la peça, mentre que la mà dreta presenta un dibuix melòdic més lliure, en la línia del característic rubato de l'obra de Chopin.

## Nocturn op. 32, núm. 2
Aquest nocturn, en la bemoll major, inicialment té la indicació de Lento i la mètrica és de 4/4. Les peça té un total de 74 compassos i una estructura en forma ternària. En el compàs 25 hi ha un canvi a 8/12 i la tonalitat de fa menor (el relatiu menor de la bemoll major). En el compàs 37 modula a fa sostingut menor i en el 49 retorna a la tonalitat de bemoll major i a la mètrica inicial de 4/4. Finalment, en el compàs 73, torna a aparèixer la indicació de Lento.

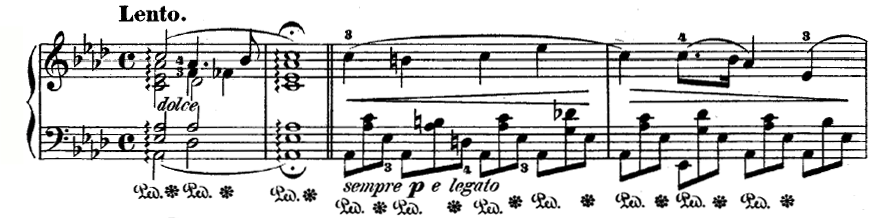
Inici del "Nocturn op. 32, núm. 1"

Dubal considera que aquest nocturn conté una llarga melodia, graciosa amb una secció mitjana ballable, però és "menys important que altres peces d'aquesta tipus", com el "Nocturn op. 32, núm. 1". Per a Blair Johnson, com en el nocturn anterior (el núm. 1), la senzillesa del gest és de la major importància en tota la secció d'obertura»; però difereixen en la tempestuosa secció mitjana, més cromàtica. Friskin troba que la secció central ofereix una bona pràctica per al manteniment d'una línia melòdica en els dits exteriors mentre es realitzen els acords de suport en la mateixa mà."
El nocturn es troba entre les obres de Chopin que apareixen orquestrades en el ballet Les sílfides.